# Fernando Villavicencio
Fernando Alcibiades Villavicencio Valencia, född 11 oktober 1963 i Alausí i provinsen Chimborazo, död 9 augusti 2023 i Quito, var en ecuadoriansk politiker och journalist som var en av åtta presidentkandidater i landets presidentval 2023.
Innan Villavicencio blev politiker var han journalist. 2021 valdes han in i Ecuadors parlament. Han utmärkte sig som bekämpare av korruption.
Den 9 augusti 2023 mördades Villavicencio under en valkampanj i huvudstaden Quito.